# Jaz Czersko Polskie
 Jaz Czersko Polskie – jaz walcowy położony w rejonie ujścia Brdy do Wisły w Bydgoszczy, na stopniu wodnym „Czersko Polskie” otwierającym drogę wodną Wisła-Odra.
Jest najstarszym w Polsce jazem typu walcowego. Stanowi unikatowe dzieło budownictwa hydrotechnicznego w Polsce i w Europie, utrzymane w stanie sprawnym technicznie, w kształcie oryginalnym z początku XX wieku.

## Lokalizacja
Jaz położony jest przy ul. Toruńskiej 157b na styku osiedli: Brdyujście, Łęgnowo i Zimne Wody w Bydgoszczy. Obiekt zamyka od południowego wschodu tor regatowy i odcinek Brdy, w odległości 2,8 km od początku drogi wodnej Wisła-Odra. Jest najdalej na południe wysuniętym obiektem stopnia wodnego Czersko Polskie.

## Historia
Pierwsze prace nad kanalizacją odcinka Brdy w obrębie Bydgoszczy przeprowadzono w latach 1877–1879. W tym okresie wybudowano śluzę Brdyujście i dwa jazy iglicowe w Czersku Polskim o niewielkim piętrzeniu. Kolejnym stopniem na rzece był stopień Kapuściska zlokalizowany na szóstym kilometrze Brdy. W czasie modernizacji wodnego węzła bydgoskiego w latach 1904–1907, stopień ten zlikwidowano zwiększając piętrzenie w Brdyujściu. 
W celu podwyższenia piętrzenia w miejscu istniejącego poprzednio jazu kozłowo-iglicowego o wysokości piętrzenia 50 cm wybudowano jaz walcowy. Stalowe elementy poprzedniego jazu zostały rozebrane, a jego granitowe przyczółki prawdopodobnie zachowały się do dzisiaj i znajdują ponad metr pod wodą, kilkadziesiąt metrów powyżej jazu. Inwestycja w 66% finansowana była z funduszy Bydgoszczy, a w 33% z dotacji rządu pruskiego. Koszt budowy jazu i elektrowni, usytuowanej na jego lewym przyczółku wyniósł 1,2 mln marek.
Główną przyczyną modernizacji stopnia wodnego i budowy jazu walcowego była konieczność poszerzenia Portu Drzewnego w Bydgoszczy, w obliczu wzrastającego transportu drewna z Królestwa Kongresowego i Małopolski do Cesarstwa Niemieckiego drogą wodną Wisła-Odra. Po budowie jazu, w 1906 r. przez Brdyujście przetransportowano 5 mln m³ drewna, co stanowiło ⅓ importu drewna całej Rzeszy Niemieckiej.
W latach 1994–1997 jaz rozbudowano o przelew boczny, żelbetowy, trzyprzęsłowy, na którego wypadzie powstała (1997) druga elektrownia wodna wyposażona w 4 hydrozespoły z turbinami systemu Kaplana. W 2005 r. wykonano remont jazu walcowego, którego celem było przywrócenie mechanizmom wyciągowym oraz innym urządzeniom zdolności eksploatacyjnej.

## Funkcja
Zadaniem jazu jest przepuszczanie wód rzeki Brdy spiętrzonych dla potrzeb żeglugi na odcinku Czersko Polskie – hydrowęzeł Bydgoszcz przy ograniczeniu do minimum wahań zwierciadła wody na Brdzie. Piętrzenie na jazie (średnio 3,76 m) gwarantuje żeglowność na Brdzie na odcinku Śluza Miejska w Bydgoszczy–Śluza Czersko Polskie, niezakłóconą pracę ujęć wodnych, wylotów kanalizacji deszczowych oraz stabilizację wód gruntowych i odwodnienie terenów przyległych do rzeki.
Od 1997 r. jaz jest wspomagany przez sąsiednią elektownię wodną „Mewat”, która przejmuje w normalnych warunkach przepływ rzeki.

## Konstrukcja
Jaz posiada jednoprzęsłową konstrukcję betonową o szerokości 22 m. Zamknięcie stanowi walec stalowy o średnicy 2,5 m, poruszany elektrycznie bądź ręcznie za pomocą łańcucha Galla po zębatych torach zamontowanych w przyczółkach. Uszczelnienie walca stanowi belka dębowa zamocowana wzdłuż walca w wyprofilowanym z blachy stalowej gnieździe.
Podnoszenie i opuszczanie walca realizowane jest z pomocą mechanizmu wyciągowego napędzanego silnikiem elektrycznym o mocy 17 kW lub awaryjnie ręcznie – przez dwie korby łączone łańcuchem sworzniowym. Mechanizm wyciągowy umieszczono na prawym przyczółku jazu, na stalowym pomoście.
Nad jazem poprowadzono pomost operacyjny, wykonany w formie mostu w konstrukcji
stalowej, o długości 24,90 m. Konstrukcja pomostu pełni również zadania belki oporowej podczas szandorowania.
Rzędna progu wynosi 29,72 m Kr. Maksymalna przepustowość jazu to 115–176 m³/s, w zależności od stopnia podtopienia progu.

## Dodatkowe obiekty
Przy jazie znajdują się:
- przepławka dla ryb (prawy przyczółek jazu) wybudowana w 1999 r.
- elektrownia wodna w maszynowni jazu (na lewym brzegu, moc 100 kW) – max. przełyk 3,5 m³/s
- elektrownia wodna na prawym brzegu jazu – przelew boczny (administrator spółka MEWAT) – max. przełyk 30 m³/s

Na bloku siłowni (przyczółka) znajduje się zabytkowy, dwukondygnacyjny budynek, murowany z cegły, w którym z początkiem XX wieku pomieszczono maszynownię z generatorem oraz rozdzielnię i akumulatorownię (pracowała do lat 60. XX w.).

## Architektura
Architektura jazu, elektrowni i obiektów składowych stopnia wodnego ukształtowana jest w formach właściwych dla historyzmu przełomu XIX/XX wieku. Te preferencje estetyczne wpisują budowle hydrotechniczne w krajobraz przyrodniczy Brdy, stanowiąc również o walorach tego dzieła budownictwa wodnego dla kultury i cywilizacji europejskiej.
W 2005 r. jaz wraz z budynkami technicznymi został wpisany do rejestru zabytków.

## Administracja
W 2014 roku zarządcą jazu Czersko Polskie był Regionalny Zarząd Gospodarki Wodnej w Gdańsku, Zarząd Zlewni Wisły Kujawskiej w Toruniu. Obiektami na miejscu zarządza Nadzór Wodny w Bydgoszczy mający swoją siedzibę na terenie stopnia Czersko Polskie. Administratorem przelewu bocznego i elektrowni wodnej na prawym brzegu jest spółka „Mewat”.